# Komponistenviertel (Köln)

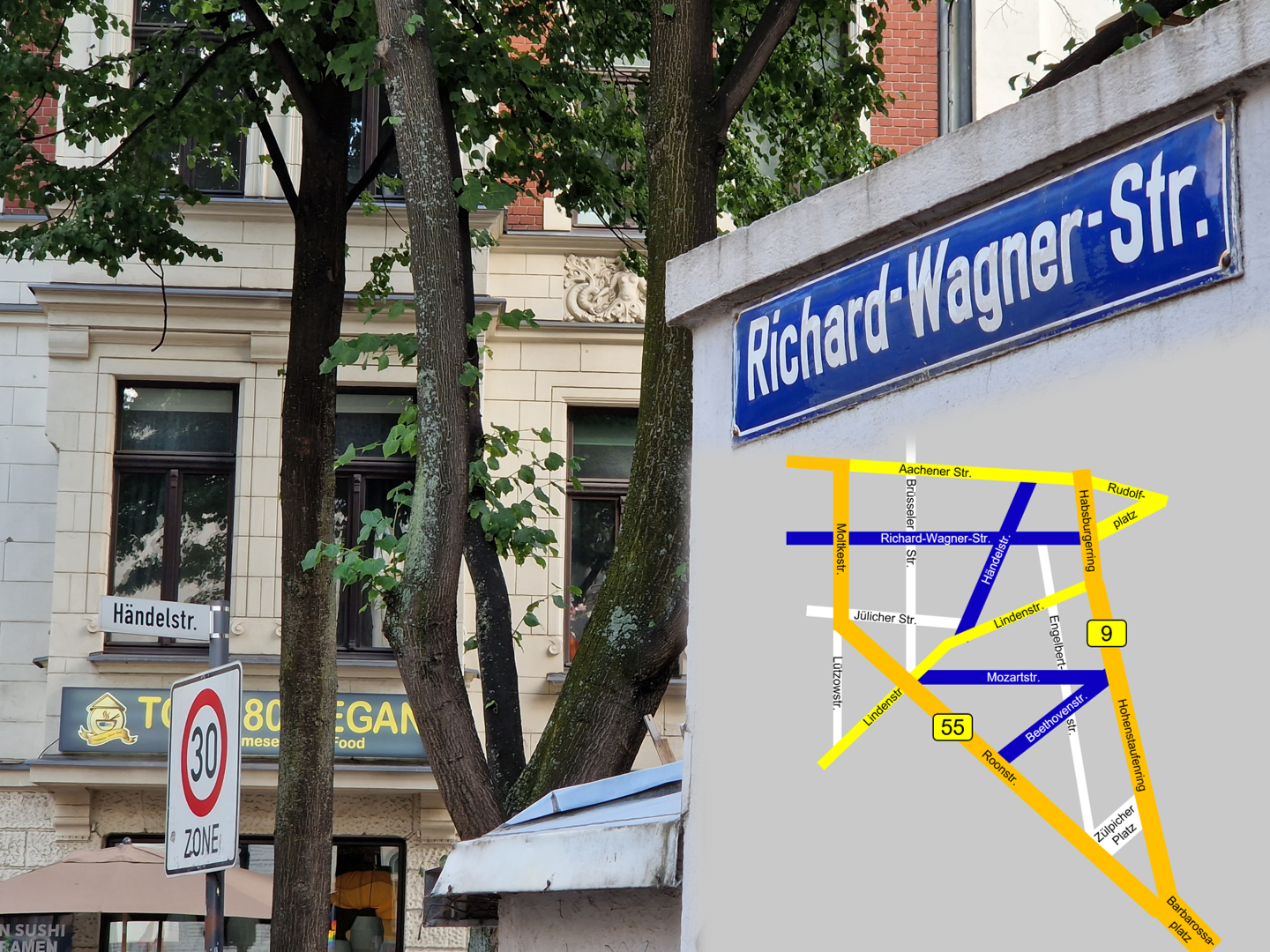
Kreuzung der Händelstraße (weißes Schild links im Hintergrund) mit der Richard-Wagner-Straße; die Skizze zeigt in blau die nach Komponisten benannten Straßen

Das Komponistenviertel ist eines der zahlreichen Stadtviertel von Köln, es liegt im Stadtteil Neustadt-Süd des Stadtbezirks Innenstadt. Das Viertel entstand im Zuge der Stadterweiterung ab 1881, als mit dem Abriss der mittelalterlichen Stadtmauer begonnen wurde und eine Gruppe von neuen Straßen, welche in die bis dahin unbebaute Umgebung führten, 1884 die Namen bekannter Komponisten erhielt. Durch die schweren Zerstörungen im Zweiten Weltkrieg ist das Erscheinungsbild des einstigen Gründerzeitviertels heute eher heterogen: Während die Richard-Wagner-Straße als Hauptverkehrsstraße anzusehen ist, hat die Beethovenstraße mit Alleebäumen und gepflasterter Straßendecke den Charakter einer ruhigen Wohnstraße. Besonders viele Altbauten blieben in der Händelstraße erhalten, 14 davon stehen inzwischen unter Denkmalschutz.

## Lage

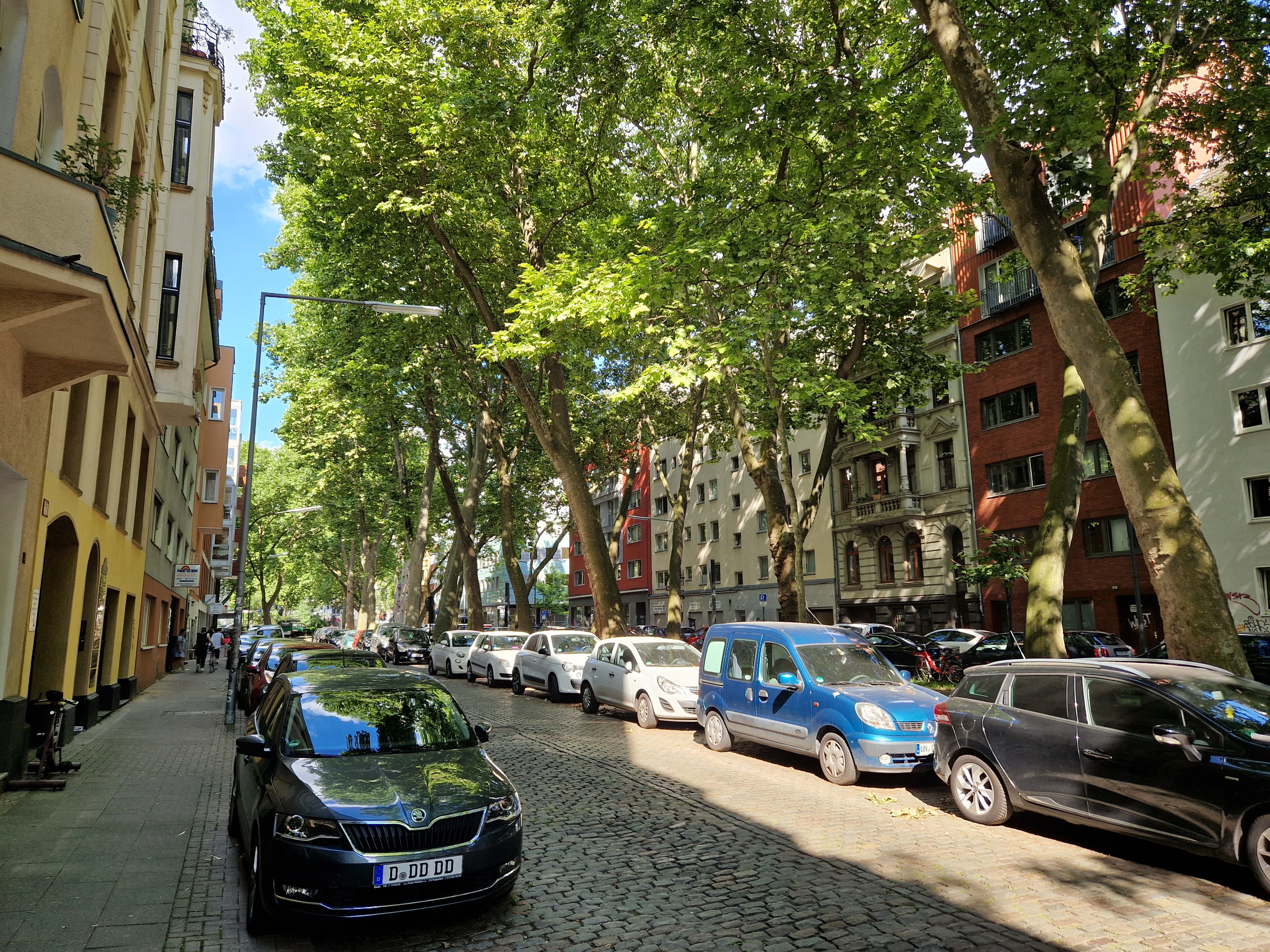
Blick in die in diesem Bereich als Allee gestaltete und unter Denkmalschutz stehende Beethovenstraße (2022)

Das Viertel befindet sich grob gesagt innerhalb eines Dreiecks, das gebildet wird aus der Aachener Straße sowie den Bundesstraßen 9 und 55, also der Moltke- bzw. Roonstraße und dem Habsburger- bzw. Hohenstaufenring. Der Ring markiert die Lage der ab 1881 abgetragenen mächtigen Stadtmauer, die bei einer Stadterweiterung 700 Jahre zuvor erbaut worden war. Das Komponistenviertel geht in seinem Norden nahtlos in das Belgische Viertel über, dessen Brüsseler Straße sogar ins Komponistenviertel hineinreicht. Wie bei den Kölner Veedeln üblich, ist die Abgrenzung vor allem im Süden recht unscharf – die dortige Nachbarbebauung wird je nach Sichtweise als Univiertel (wegen der Nähe zur Universität), Zülpicher Viertel (nach dem Zülpicher Platz), Rathenauviertel (nach dem Rathenauplatz gegenüber der Synagoge) oder Kwartier Latäng (Studentenviertel) bezeichnet.

„Komponisten-Viertel: (...) Direkt hinter dem Hohenstaufenring liegt Musik in der Luft: Die Straßen sind benannt nach Beethoven, Händel, Mozart und Richard Wagner. Hier wohnt es sich ruhig – aber in direkter Nähe zum Kwartier Latäng.“

## Entstehung und Straßennamen

### Grundraster

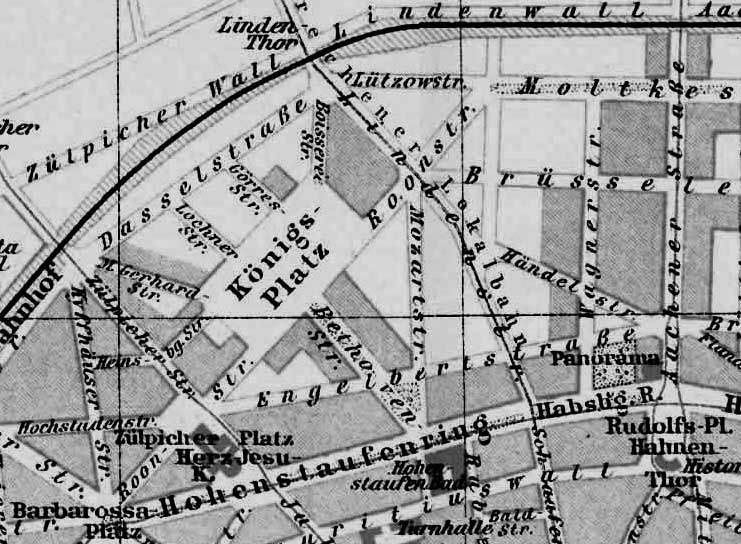
Komponistenviertel um 1905 (Norden ist rechts), die Mozartstraße ist noch nicht bebaut, und durch die Lindenstraße fuhr damals die Frechener Lokalbahn. Der Königplatz heißt heute Rathenauplatz, ihm gegenüber befindet sich die Synagoge.

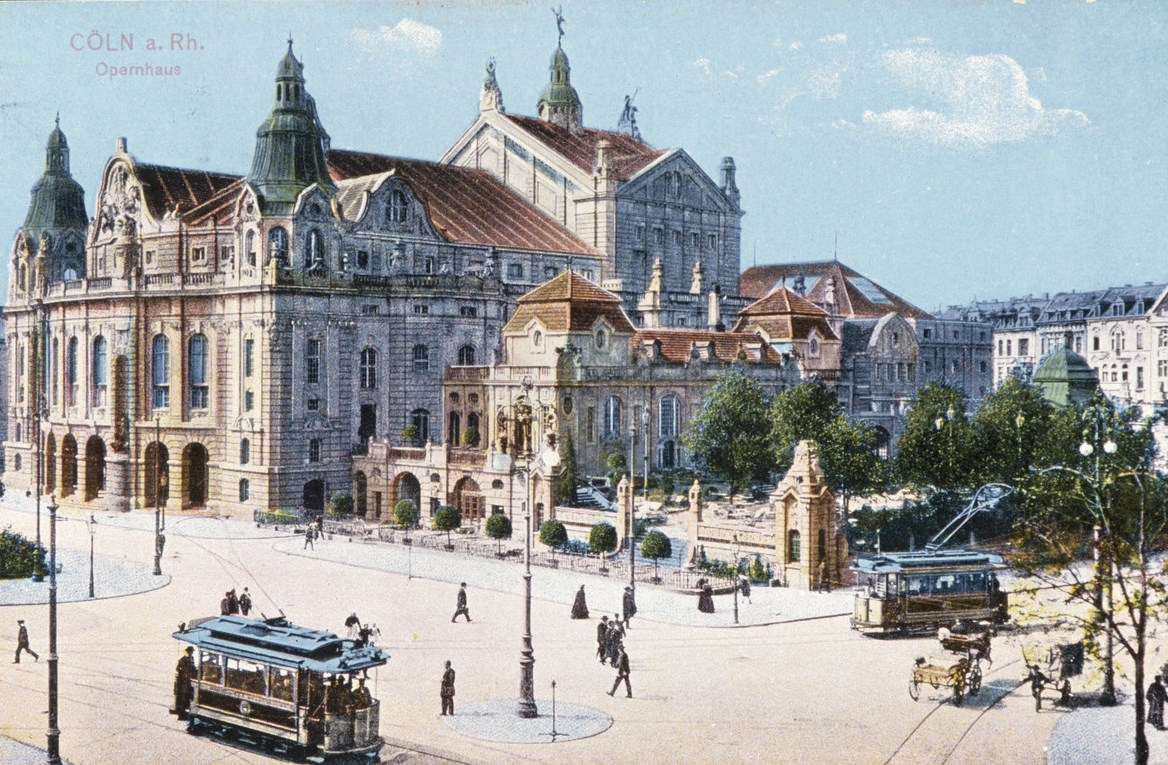
Das alte Opernhaus an der Richard-Wagner-Straße (um 1910)

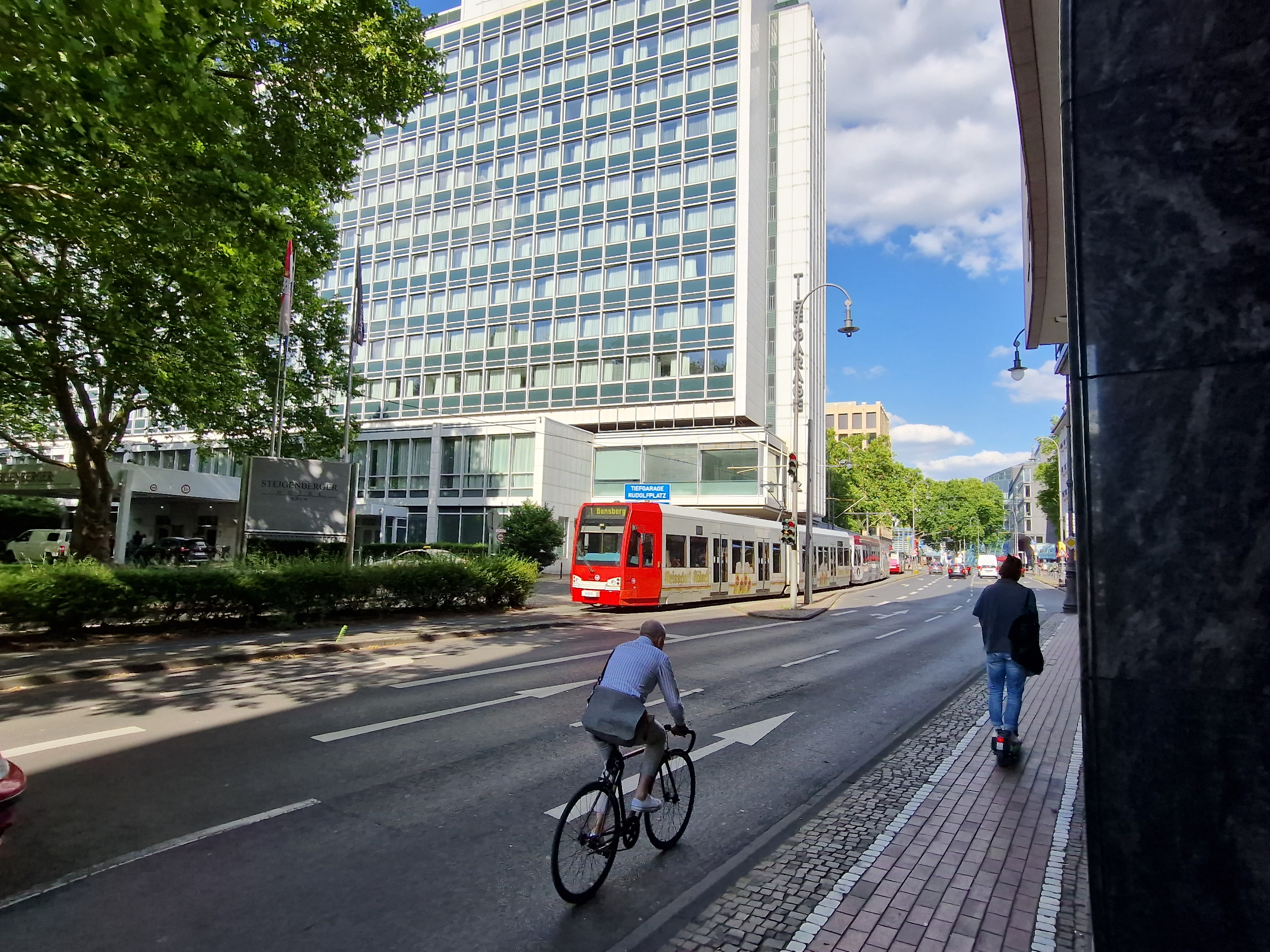
Richard-Wagner-Straße (2022), Blick in Richtung City, links das Hotel auf dem Gelände des 1958 abgerissenen Opernhauses

Durch den Abriss der Stadtmauer und die Anlage der Neustadt erweiterte sich die Fläche der jahrhundertelang eingezwängten Stadt Köln innerhalb weniger Jahre auf das Doppelte. Stadtbaumeister Hermann Josef Stübben entwarf ein System prachtvoller Ringboulevards mit öffentlichen Bauten und zahlreichen kleineren Straßen; es entstand eine großflächige Bebauung im Gründerzeitstil mit mannigfaltigen Grünstreifen und -inseln. Die Namen aller neuen Straßen wurden von der Kölner Stadtverordneten-Versammlung diskutiert und beschlossen. An der Reihenfolge der Namensvergaben lässt sich näherungsweise der Fortschritt der Stadterweiterung ablesen. Im späteren Komponistenviertel wurde naturgemäß zuerst das „Rahmen-Gerippe“ benannt – also die Abschnitte des Ringboulevards, die das Viertel zur Altstadt hin begrenzten und nach deutschen Herrscherdynastien benannt wurden – sowie die bereits bestehenden Ausfallstraßen ins Umland. Die Beschlüsse in chronologischer Reihenfolge:
- Aachener Straße: benannt am 4. Mai 1882, alte Landstraße in Richtung Aachen.
- Hohenstaufenring: benannt am 25. Mai 1882 nach dem Adelsgeschlecht der Staufer (früher auch Hohenstaufen genannt).
- Habsburgerring: benannt am 10. Mai 1883 nach dem Adelsgeschlecht der Habsburger.
- Lindenstraße: benannt ebenfalls am 10. Mai 1883, führte weiter zum außerhalb Kölns gelegenen Linden-Thor und von dort weiter zum 1846 gegründeten und 1888 eingemeindeten Vorort Lindenthal.
- Zülpicher Straße: benannt ebenfalls am 10. Mai 1883, führte weiter auswärts zum Zülpicher Tor und weiter zur Römerstadt Zülpich. Der an ihrem Beginn liegende Platz erhielt indes erst am 4. Juli 1887 den Namen Zülpicher Platz.
- Brüsseler Straße (als Ausläufer des Belgischen Viertels): benannt am 6. März 1884 nach Brüssel, seit 1830 Hauptstadt Belgiens.

### Wohnstraßen und Komponistennamen

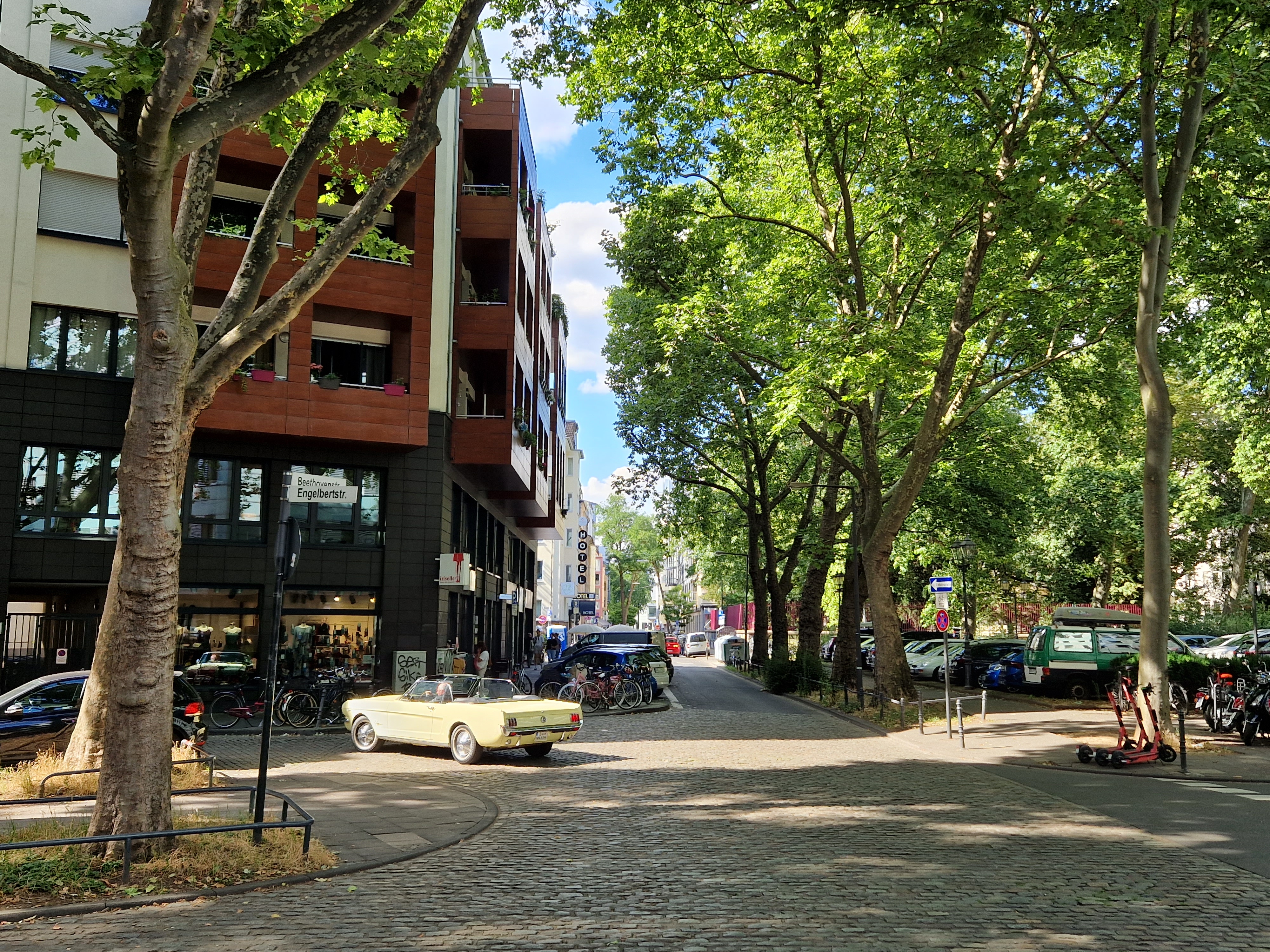
Kreuzung Beethoven- und Engelbertstraße, rechts der Yitzhak-Rabin-Platz (2022)

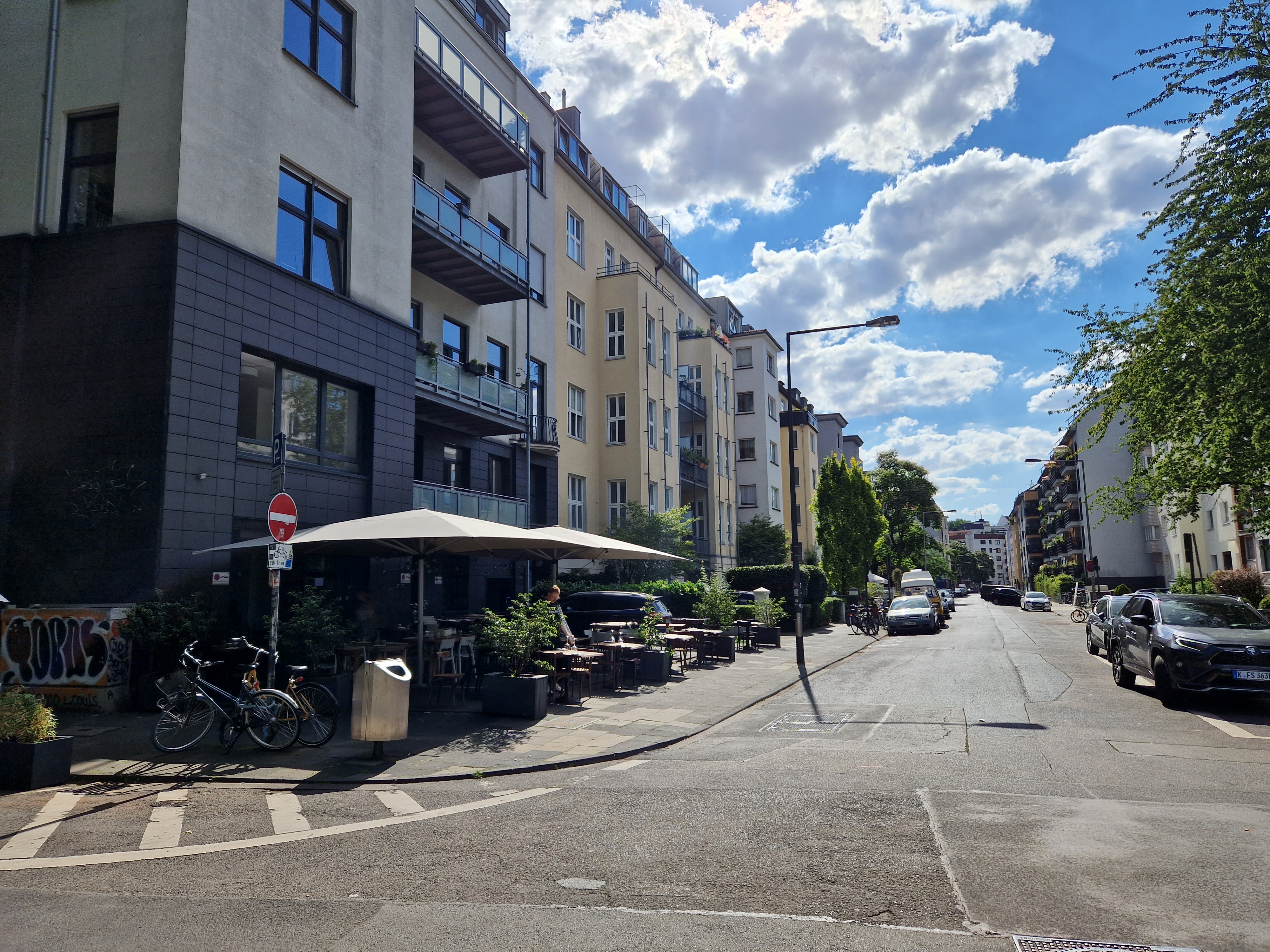
Blick vom Yitzhak-Rabin-Platz in die Mozartstraße; zahlreiche Vorgärten sind bis heute (2022) als solche erhalten geblieben

In dieses Grundraster eingeflochten wurden zahlreiche kleinere Wohnstraßen. Zur Benennung der neuen Straßen wünschten einige Stadtverordnete, dass auch Musiker, Dichter und „mit dem geistigen Leben Kölns verbundene Personen“ berücksichtigt würden. Diesem Wunsch folgend vergab die Stadtverordneten-Versammlung am 14. August 1884 folgende Namen:
- Beethoven-Straße, benannt nach Ludwig van Beethoven (1770–1827), bebaut im Wesentlichen um 1890, konzipiert als Allee.
- Mozart-Straße, benannt nach Wolfgang Amadeus Mozart (1756–1791), bebaut im Wesentlichen um 1895–1900, konzipiert als Straße mit Vorgärten auf beiden Seiten.
- Wagner-Straße, benannt nach dem erst eineinhalb Jahre zuvor verstorbenen Richard Wagner (1813–1883), bebaut im Wesentlichen um 1890–1905, zwischen Händel- und Moltkestraße konzipiert als Straße mit Vorgärten.

Der Name der Wagner-Straße wurde am 31. Juli 1890 durch die Stadtverordneten-Versammlung zu Richard-Wagner-Straße präzisiert. Auf einem 1885 veröffentlichten Stadtplan sind diese drei Straßen bereits eingezeichnet, allerdings noch ohne Bebauung. Sie alle zweigen ungefähr rechtwinklig vom Ring ab. Die Händelstraße als vierte und letzte „Komponisten-Straße“ sollte erst sechs Jahre später folgen. Die Verbindung all dieser Komponisten zur Stadt Köln ist gering, Mozart beispielsweise hat in Köln als Kind einmal auf einer Reise nach Aachen übernachtet. Offensichtlich spielte der Bekanntheitsgrad der Komponisten die Hauptrolle bei der Namensfindung.
Mit weiter stadtauswärts wachsender Bebauung wurden schließlich die mehr oder weniger parallel zum Ringboulevard verlaufenden folgenden Straßen benannt:
- Moltkestraße: benannt am 21. Oktober 1886 nach dem preußischen Generalstabschef und Kölner Ehrenbürger Helmuth von Moltke (1800–1891).
- Roonstraße: benannt ebenfalls am 21. Oktober 1886 nach dem preußischen Heeresreformer Albrecht von Roon (1803–1879).
- Engelbertstraße: benannt am 23. Dezember 1886 nicht etwa nach dem im nahen Siegburg geborenen Komponisten Engelbert Humperdinck (1854–1921), der bis 1877 am Kölner Konservatorium studiert hatte und 1893 mit seiner Märchenoper Hänsel und Gretel berühmt wurde, sondern nach dem Kölner Erzbischof Engelbert I. (1185/86–1225). Auf der Trasse dieser Straße verlief von 1859 bis 1889 ebenerdig die Eisenbahnstrecke von Köln nach Bonn, welche sodann etwa 500 m weiter stadtauswärts auf ihrer heutigen Lage in einem weiten Bogen um die Innenstadt herumgeführt wurde.

### Spätere Erweiterungen und Namensgebungen
Als letzte Straßen folgten deutlich später:
- Händelstraße: benannt am 31. Juli 1890 nach dem Komponisten Georg Friedrich Händel (1685–1759), sie beginnt im Norden an der Aachener Straße, kreuzt die Richard-Wagner-Straße leicht schräg und endet im Süden an der Lindenstraße.
- Lützowstraße: benannt am 5. November 1891 nach dem preußischen Freiheitskämpfer Ludwig Adolf Wilhelm von Lützow (1782–1834), sie liegt zwar schon außerhalb des Bundesstraßen-Dreiecks, wird aber üblicherweise zum Komponistenviertel gerechnet und nicht zum Rathenauviertel.
- Jülicher Straße: benannt am 29. November 1894 benannt nach der in dieser Richtung liegenden früheren Herzogstadt Jülich an der alten Römerstraße nach Westen (spätere Bundesstraße 55).

Über 100 Jahre später erhielten noch zwei bis dahin unbenannte Plätze Namen:
- Yitzhak-Rabin-Platz: benannt am 22. Februar 1996 nach dem wenige Monate zuvor einem Attentat zum Opfer gefallenen israelischen Ministerpräsidenten und Friedensnobelpreisträger Jitzchak Rabin (1922–1995).
- Jean-Claude-Letist-Platz: benannt am 18. Mai 2000 nach dem aus Brüssel stammenden Kölner Vorkämpfer für die Rechte von Homosexuellen Jean-Claude Letist (1946–1990).[4][5]

## Entwicklung und besondere Bauten

### Aufbauphase bis zum Ersten Weltkrieg

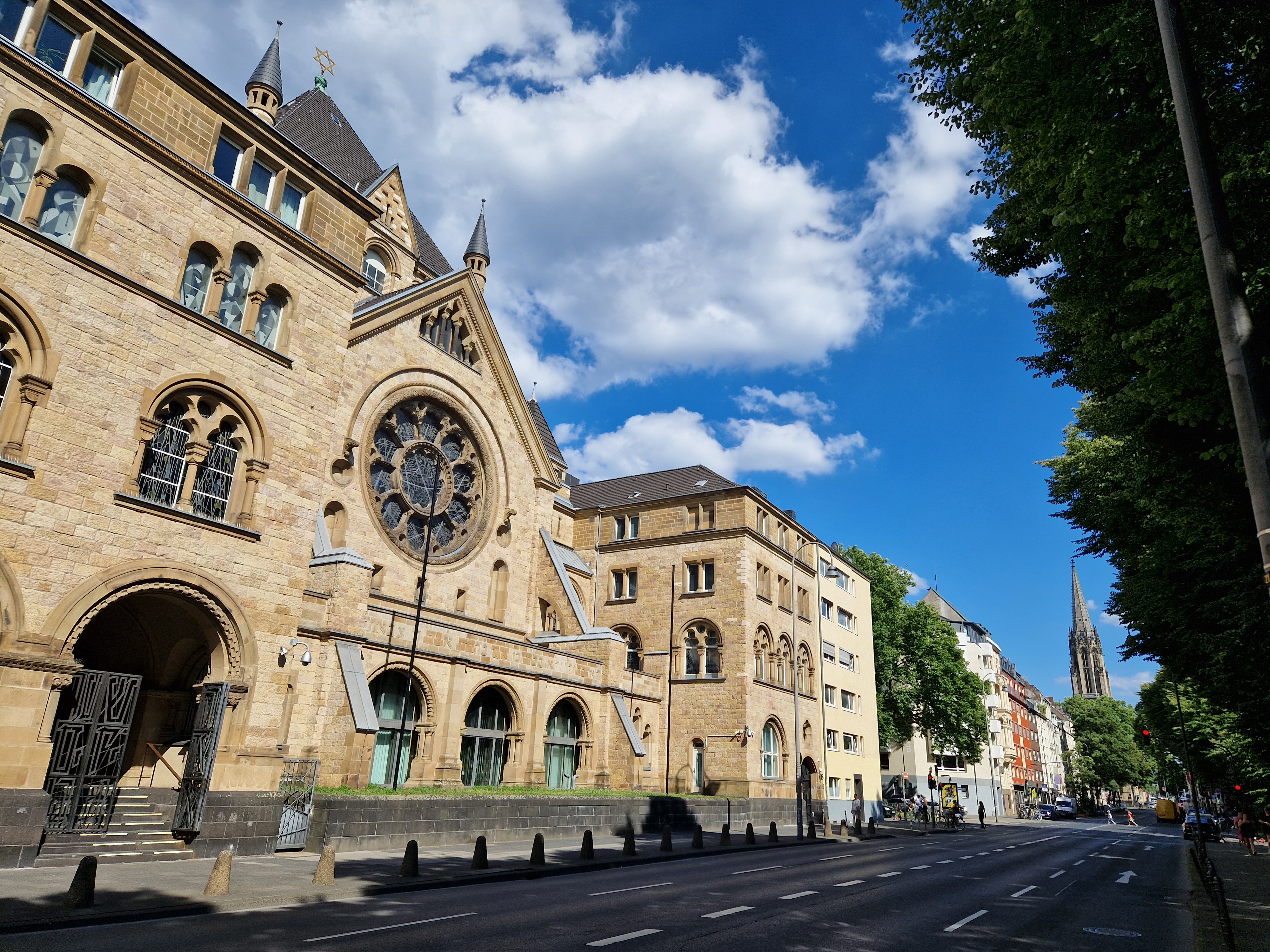
Die Synagoge in der Roonstraße; die Bäume rechts daneben zeigen, wo die Beethovenstraße einmündet (2022)

Gegen Ende des 19. Jahrhunderts war noch die absolute Mehrheit der Kölner Einwohner katholisch, und so entstand von 1893 bis 1895 am Zülpicher Platz die katholische Herz-Jesu-Kirche.
Die jüdische Bevölkerung Kölns war um 1890, bei einer Gesamtbevölkerung von 280.000 Einwohnern, auf fast 7.000 Personen (2,4 Prozent) angewachsen. Die 1861 eingeweihte Synagoge in der Glockengasse genügte nicht mehr, so dass die jüdische Gemeinde 1893 in der Roonstraße unmittelbar neben der Einmündung der Beethovenstraße ein Gelände erwarb, auf dem sie eine neue Synagoge errichtete. 1899 wurde das Bauwerk eingeweiht.

„Innerhalb weniger Jahre wurde die Neustadt zu einem beliebten Stadtviertel. Unter den Bewohnern waren bald viele Juden, die hier Wohnungen mieteten oder Häuser kauften, Anwaltskanzleien und Arztpraxen, kleine Geschäfte und Handwerksbetriebe eröffneten. Besonders das Umfeld der Synagoge und die Straßen des etwas weiter nördlich gelegenen Belgischen Viertels wurden in den folgenden Jahren zu bevorzugten Wohnorten jüdischer Familien. Dennoch blieben die jüdischen Bewohner im katholisch und evangelisch geprägten Umfeld eine zahlenmäßig kleine Minderheit“

Der beständig steigenden Einwohnerzahl ebenfalls nicht mehr gerecht wurde das 1872 eröffnete Stadttheater, welches ebenso in der Glockengasse lag. 1898 beschlossen die Stadtverordneten den Bau eines neuen repräsentativen Opernhauses an der nordöstlichen Ecke des Komponistenviertels. Zwischen Habsburgerring, Wagner-, Engelbert- und Aachener Straße entstand ein neues Opernhaus, das 1902 mit einer Wagner-Oper eröffnet wurde.
Von 1902 bis 1904 bauten die katholischen Dominikanermönche, deren Kloster 100 Jahre zuvor unter Napoleon geschlossen worden war, ihre Klosterkirche Heilig Kreuz in der Lindenstraße 45 wieder auf.
In den Jahren 1906–1907 erbaute die Alt-Katholische Gemeinde Köln ihre Pfarrkirche Christi Auferstehung am nordwestlichen Rand des Komponistenviertels, an der Kreuzung der Jülicher Straße mit der Roonstraße bzw. deren nördlicher Fortsetzung als Moltkestraße. Es war der größte eigenständige Kirchenbau der Alt-Katholiken in Deutschland.

### NS-Zeit, Kriegszerstörungen, geänderte Sichtweisen

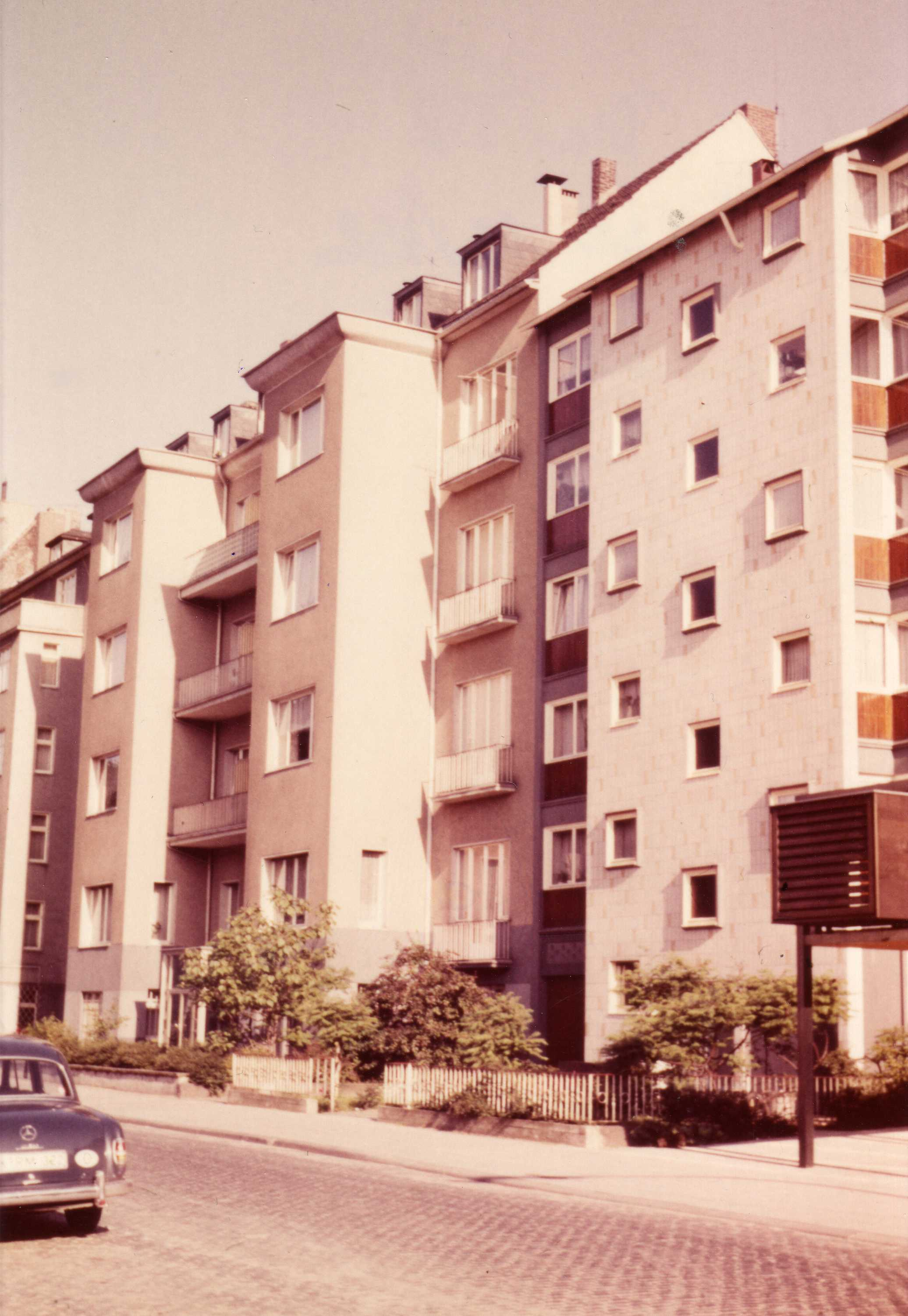
Blick (um 1966) in die nunmehr Stuck-freie Mozartstraße in Richtung Innenstadt, rechts der kleine Glockenturm des ev. Jeremiahauses

Zur Zeit des Nationalsozialismus befand sich mitten im Komponistenviertel im Gründerzeithaus Mozartstraße 28 von Oktober 1932 bis November 1934 die Gauleitung der NSDAP für den Gau Köln-Aachen. Das Gebäude wurde seinerzeit in Anlehnung an die Reichsparteizentrale der NSDAP in München „Braunes Haus“ genannt; in seinem Keller folterten und misshandelten SA und SS viele Oppositionelle, darunter im März 1933 den sozialdemokratischen Journalisten und Politiker Wilhelm Sollmann, der zehn Jahre zuvor deutscher Innenminister war und über seine Erfahrungen im „Braunen Haus“ Berichte hinterließ.
Nach dem Zweiten Weltkrieg herrschte wegen der umfassenden Zerstörungen in ganz Köln eine große Wohnungsnot, und der Wiederaufbau stand unter dem Primat, schnell und kostengünstig Wohnraum zu schaffen. Im Stil der Nachkriegszeit, die sich durch schlichte Formen bewusst von den reich verzierten Fassaden der nun als unangenehm empfundenen Vergangenheit zu distanzieren versuchte, wurden innerhalb weniger Jahre unzählige Wohnhäuser auf den Trümmergrundstücken neu errichtet; nur wenige Altbauten waren so wenig zerstört, dass sie instand gesetzt wurden und langfristig erhalten blieben. Bei vielen Wiederaufbauten wurden zudem möglichst alle schmückenden Stilmerkmale der Gründerzeit beseitigt im Bestreben, der alten Bausubstanz ein möglichst modernes Aussehen zu geben.
Die im Krieg weitgehend zerstörte Dominikanerkirche wurde bis 1952 wieder aufgebaut. Im Jahre 1956 eröffnete schließlich auch die Evangelische Gemeinde Köln in einem kriegsbeschädigten Altbau in der Mozartstraße 15 ein kleines Gemeindezentrum für ihren neu geschaffenen Gemeindebezirk III. 1964 entstand an dessen Stelle ein schlichter Neubau namens Jeremiahaus mit integrierter Kirche, die allerdings von der Straße aus nicht sichtbar, jedoch bis 2006 in Betrieb war.
Das Opernhaus, das bei einem Fliegerangriff 1943 beschädigt worden war, wurde nach verschiedenen Ansätzen zu einem Wiederaufbau schlussendlich 1958 abgerissen. An seinem Platz entstand ein Büro-Hochhaus des Bundesverwaltungsamts, welches seit den 1980er Jahren als Hotel genutzt wird. Das Hochhaus sollte nach dem Wunsch der Stadt von 1959 bewusst „einen Riegel gegen die dahinter befindlichen häßlichen Häuser der Gründerjahre“ bilden.

„Die Bewahrung des 19. Jahrhunderts in Köln stand für mich im Vordergrund. Die Stadt hatte dazu aus historischen Gründen eine ablehnende Haltung. – Weshalb? – Das war Preußen! – So einfach ist das? – So einfach! Köln hat noch 1958 alles abgerissen, was dazugehörte: die Oper, das Hohenstaufenbad, das Kunstgewerbemuseum am Ring, überhaupt die Architektur der Ringe, die ja noch vorhanden war wie etwa die Maximilianstraße in München. Aber nach 1968 hat sich etwas getan.“

### Beginn des Denkmalschutzes

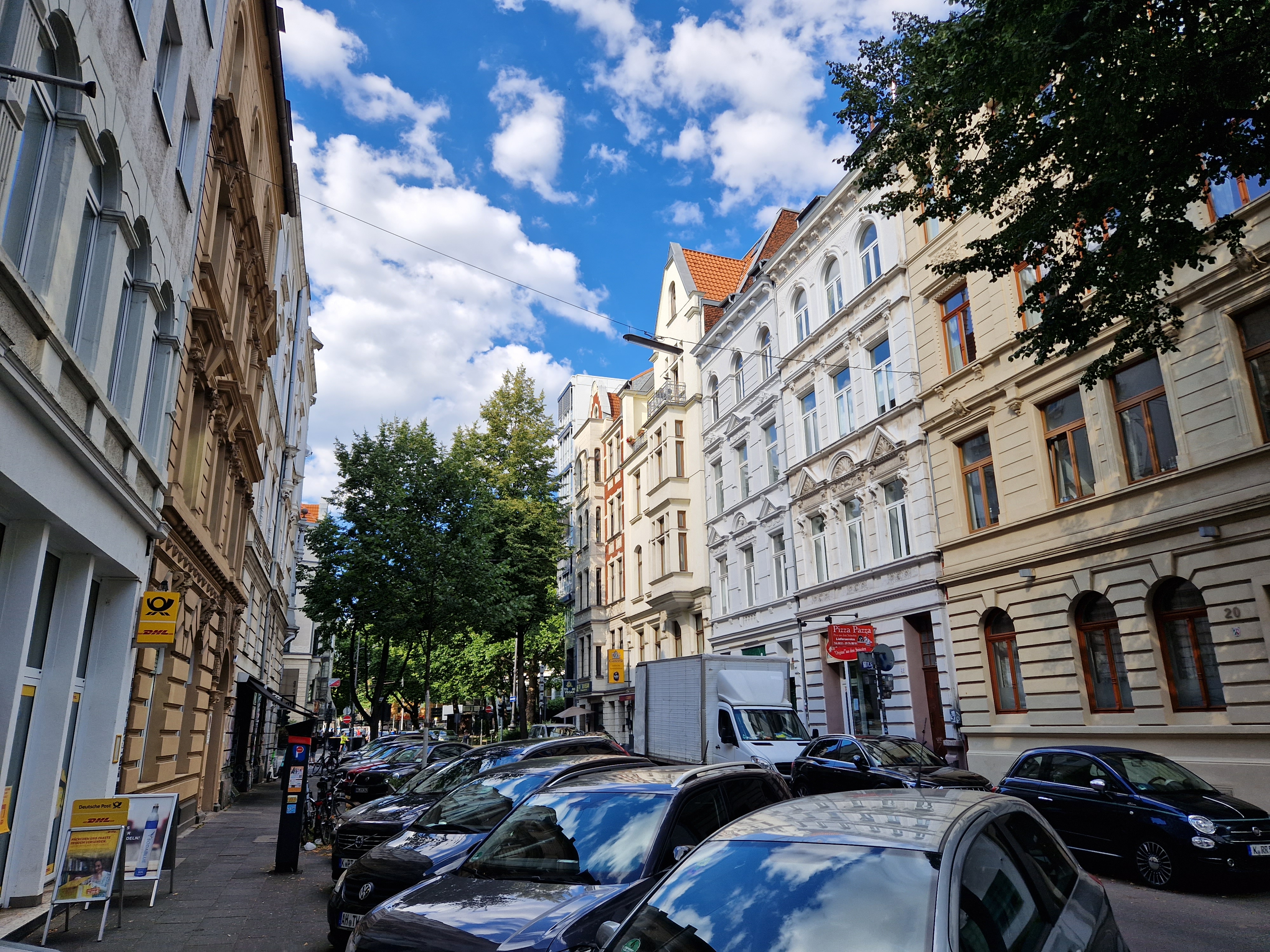
Von den nach Komponisten benannten Straßen weist die Händelstraße heute (2022) sowohl relativ als auch absolut die höchste Zahl erhaltener Vorkriegsfassaden auf.

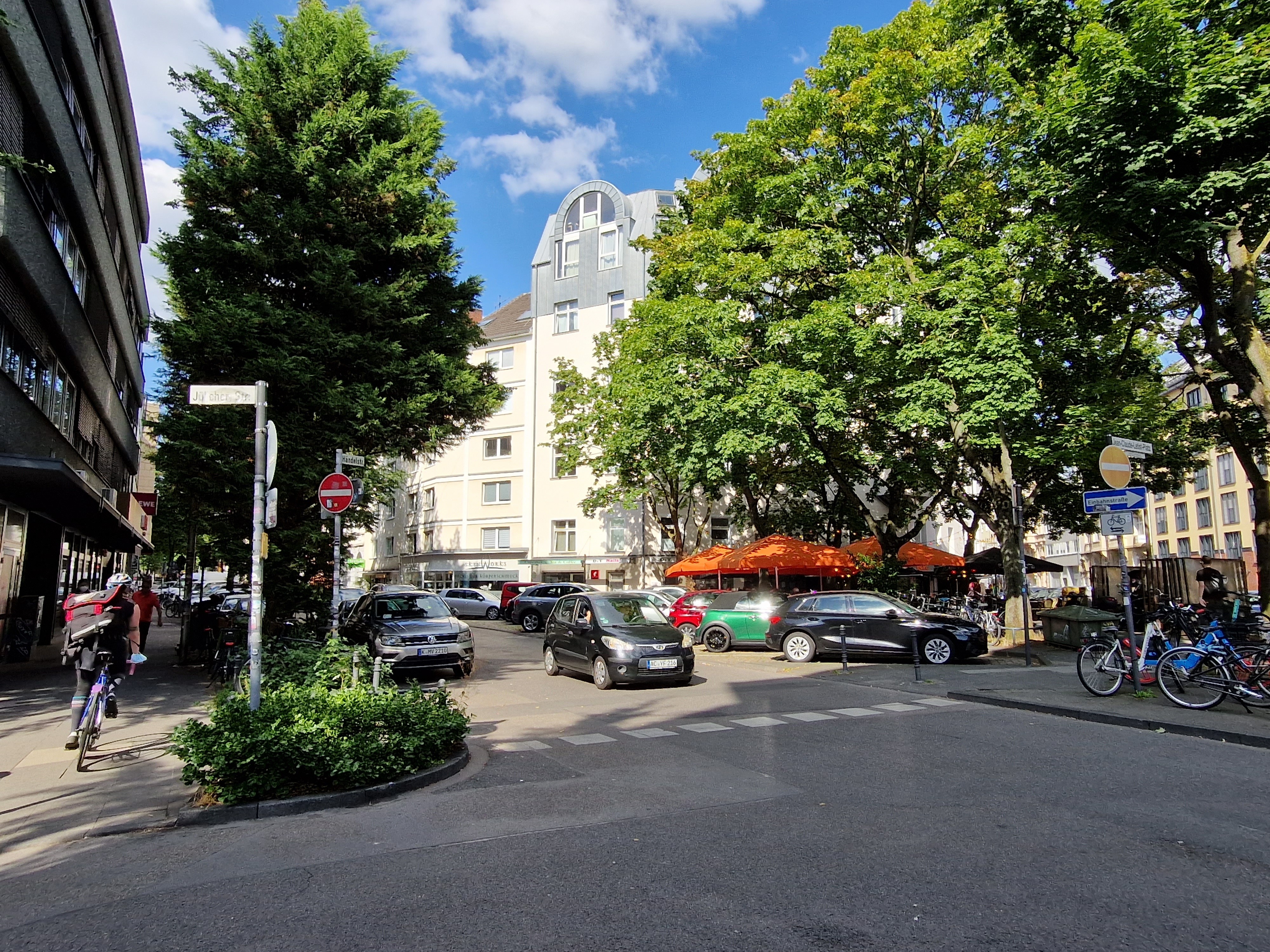
Südlicher Beginn der Händelstraße am Jean-Claude-Letist-Platz (rechts, 2022)

Nachdem sich in den 1970er-Jahren eine kritischere Sicht auf die aktuelle schmucklose Architektur durchsetzte und die Bevölkerung ihre Nachkriegs-Wohnungsbauten zunehmend als einfalls- und gesichtslos, uniform und wenig einladend empfand, wurden auch im Komponistenviertel einige erhaltene hochwertige Zeugnisse der Vorkriegsära unter Denkmalschutz gestellt. Den Anfang bildete 1980 die Beethovenstraße, deren Allee als Ganzes unter Schutz gestellt wurde. In den vier „Komponistenstraßen“ folgten:
- von 1983 bis 1993: 14 Häuser in der Händelstraße,
- von 1984 bis 1992: 6 Häuser in der Richard-Wagner-Straße,
- von 1986 bis 1992: 3 Häuser in der Beethovenstraße.

Die Mozartstraße weist keine denkmalgeschützten Bauwerke auf. Dort stehen zwar noch einzelne Häuser aus der Vorkriegszeit, doch wurden diese allesamt ihres Stucks und sonstiger charakteristischen Stilmerkmale aus ihrer Entstehungszeit beraubt. Ein Teil der Mozartstraße ist jedoch nach wie vor mit Vorgärten versehen, während die Vorgärten der Richard-Wagner-Straße praktisch komplett dem Straßenverkehr gewichen sind.
Die Kirche der Alt-Katholiken, die 1944 bis auf den Turm vollständig zerstört wurde, war nach dem Krieg in deutlich kleinerem Rahmen wieder aufgebaut worden. Heute allerdings wird das Erscheinungsbild dieser Kirche geprägt von einem 1993 direkt neben dem Kirchturm errichteten modernen Bürogebäude mit großen spiegelnden Glasflächen und leuchtend rotem Stahlrahmen, das die ursprünglichen Umrisse der Kirche deutlich werden lässt – dies war eine Auflage der Denkmalbehörde.

## Verkehr
Hauptverkehrsstraßen für den motorisierten Individualverkehr sind in Nord(west)-Süd(ost)-Richtung die erwähnten Bundesstraßen 9 und 55, die sich im Süden des Viertels treffen, sowie im Norden des Viertels in Ost-West-Richtung die Richard-Wagner-Straße und die 120 m weiter nördlich parallel verlaufende Aachener Straße – beides mehrspurige Einbahnstraßen, erstere in Richtung stadteinwärts, letztere stadtauswärts.
Anbindungen an das Kölner Straßen- und U-Bahn-Netz bestehen in Gestalt der Linien 1 und 7, die am nördlichen Viertelrand entlang verlaufen (Haltestellen Moltkestraße und Rudolfplatz) sowie der Straßenbahnlinie 9, die im südlichen Bereich des Viertels am Zülpicher Platz hält. Alle drei Linien verkehren über den Neumarkt im Stadtzentrum, die Linie 9 bietet zudem eine Verbindung zur Universität. Darüber hinaus verkehren entlang des Rings die Linien 12 und 15 (am Rudolfplatz unterirdisch).
Vom südlichen Ende der Beethovenstraße sind es knapp 500 m Fußweg bis zum Bahnsteigtreppenaufgang am Bahnhof Köln Süd in der Zülpicher Straße. Von dort verkehren Regionalzüge bis ins Ruhrgebiet, über die Linke Rheinstrecke nach Koblenz sowie über die Eifelstrecke nach Trier. Darüber hinaus bestanden früher – auch vor dem Krieg – vom Bahnhof Köln Süd einzelne umsteigefreie Fernverbindungen mit Eil- oder Schnellzügen von/nach im Laufe der Jahre wechselnden Orten wie beispielsweise Saarbrücken (1935, via Eifel), Braunschweig (1955, Nachtzug), Bad Münster am Stein (1965), Bad Münstereifel (1975) oder Münster (Westfalen) (1985). Diese wurden jedoch 1991 bei der DB-weiten Einführung von Nahverkehrs-Taktfahrplänen zugunsten eines dichteren und regelmäßigen Regionalverkehrs-Angebots aufgegeben.